# Candela (El Puchero del Hortelano)
Candela è il terzo album de El Puchero del Hortelano, pubblicato nel 2005, con una nuova etichetta.

## Tracce
1. Pablito – 4:03
2. Miedo – 3:46
3. Si te miro – 3:21
4. Ochenta años – 3:59
5. Vive la vida – 3:50
6. Arrancarme los ojos – 3:50
7. Quiero saber – 3:52
8. De todas las cosas – 3:10
9. Bulerías del Poli Díaz – 2:08
10. Puchero de caramelos – 3:43
11. La quiero a morir – 3:12